# Glenville (Nyugat-Virginia)
Glenville város az USA Nyugat-Virginia államában. Lakosainak száma 1129 fő (2020. április 1.).

## Népesség
A település népességének változása:

| 2010 | 1 537 |
| 2020 | 1 129 |